# Gleicheniales
Die Gleicheniales sind eine Pflanzenordnung der Echten Farne (Polypodiopsida).

## Merkmale

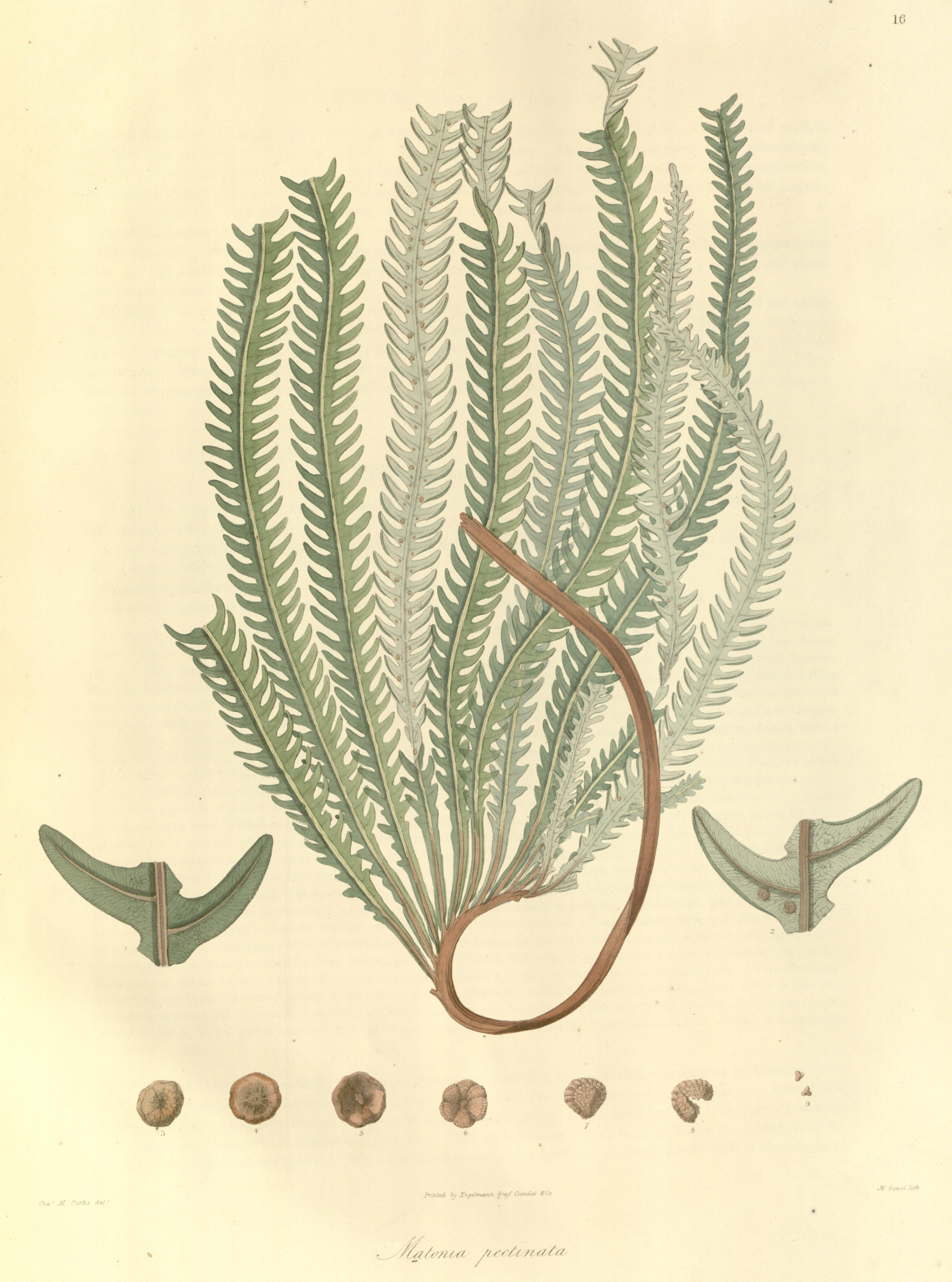
Illustration aus Plantae Asiaticae rariores, or, Descriptions and figures of a select number of unpublished East Indian plants, Tafel 16 von Matoniaceae: Matonia pectinata

Die Gleicheniales besitzen relativ wenig gemeinsame Merkmale, sind jedoch durch molekularbiologische Untersuchungen gut als monophyletische Gruppe charakterisiert.
Die Stelen der Wurzeln besitzen drei bis fünf Protoxylem-Pole. Die Antheridien besitzen sechs bis zwölf gedrehte oder gekrümmte Zellen in der Antheridienwand.

## Vorkommen
Die Gleicheniales kommen in den gesamten Tropen und teilweise in den Subtropen vor.

## Systematik
Die Ordnung Gleicheniales stehen eher an der Basis der leptosporangiaten Farne. Sie sind monophyletisch und die Schwestergruppe der Ordnung der Hautfarnartigen (Hymenophyllales).

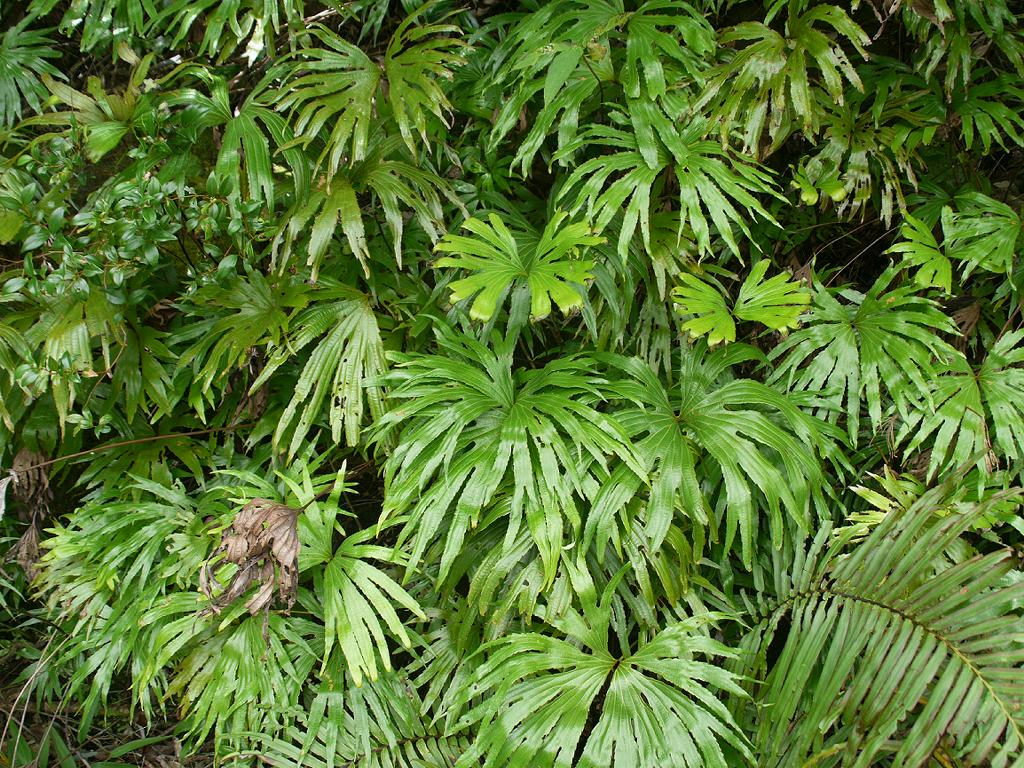
Dipteridaceae: Dipteris conjugata

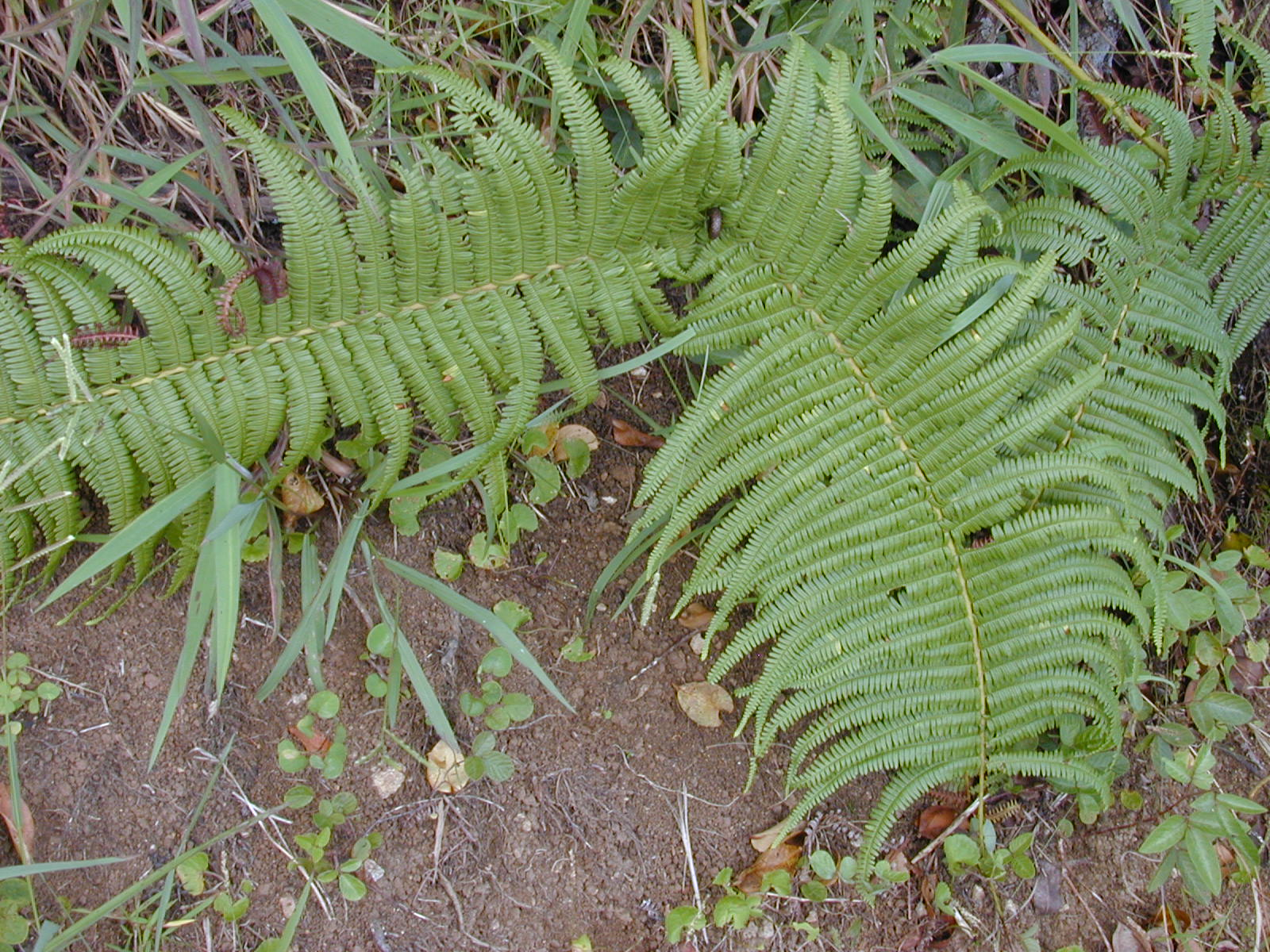
Gleicheniaceae: Diplopterygium pinnatum

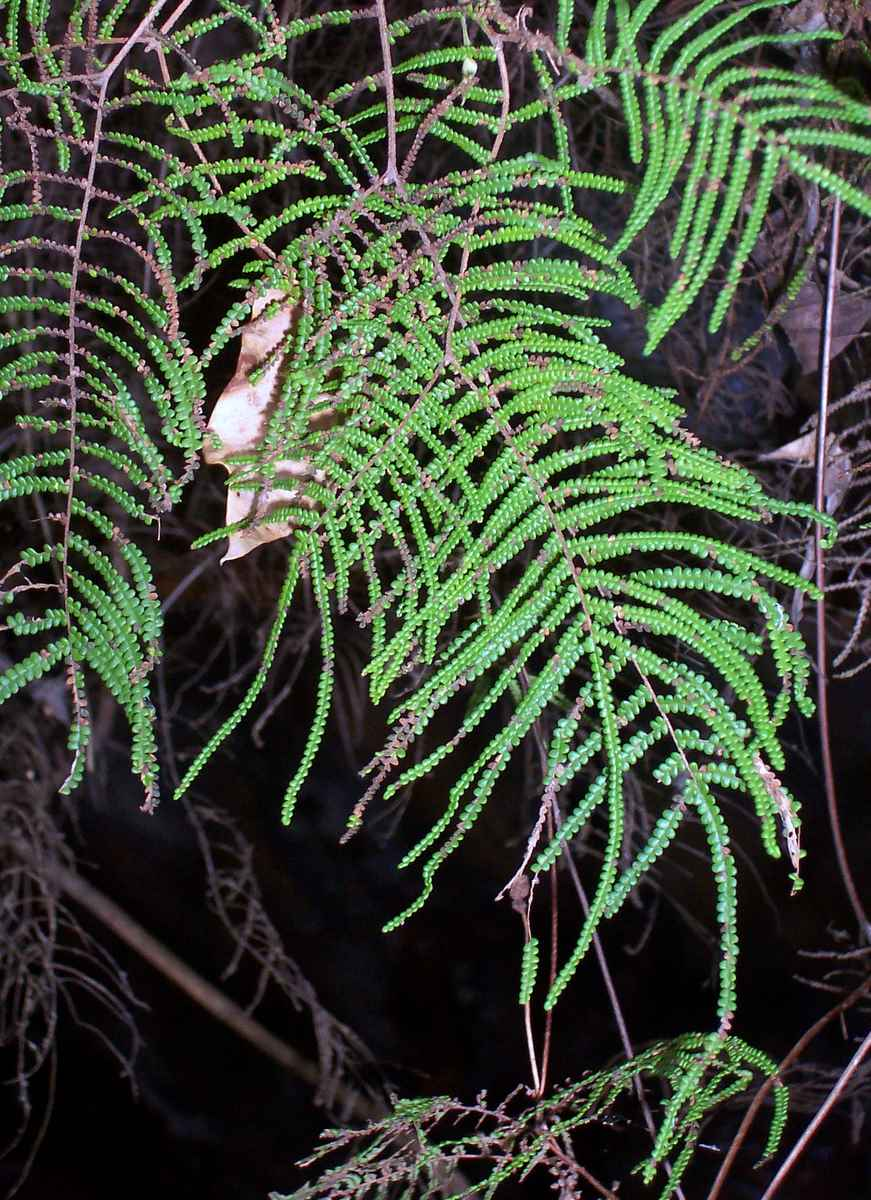
Gleicheniaceae: Gleichenia

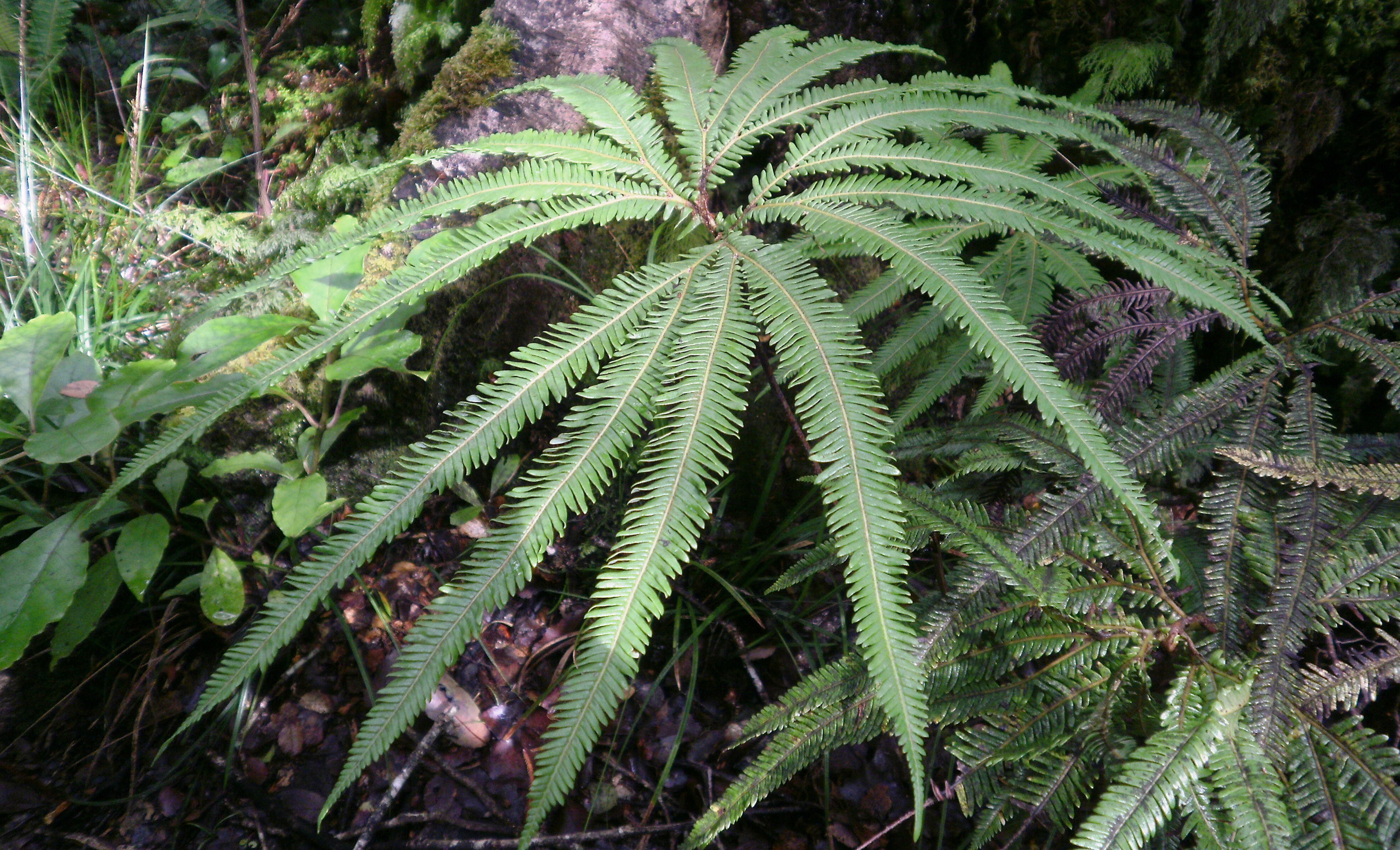
Gleicheniaceae: Sticherus cunninghamii

In der Ordnung Gleicheniales gibt es drei Familien mit etwa elf Gattungen (Stand 2022):
- Dipteridaceae: Sie ist monophyletisch und fossil seit dem oberen Trias bekannt. Sie haben einen langen kriechenden Stamm. Der Blattstiel hat ein einzelnes Leitbündel. Die Blattspreiten sind in zwei oder mehr ungleiche Teile geteilt. Die Sori haben kein Indusium. Der Anulus des Sporangium ist vertikal oder leicht schräg, die gleichzeitig oder nacheinander reifenden Sporangien bilden je 64 oder 128 Sporen. Die Gametophyten sind ein herzförmiger Thallus. Die Chromosomengrundzahl beträgt x = 33. Die Arten sind in Indien, Südostasien, China, Japan, Malesien bis West-Polynesien (Samoa, Fidschi) verbreitet. Es gibt 2022 nur zwei Gattungen mit zehn bis elf Arten:[1][3]
  - Dipteris Reinw.: Die etwa acht Arten sind vom nordöstlichen Indien, Bangladesch, Bhutan, Nepal, Myanmar, Tibet bis ins südliche China, Taiwan, Malaysia, und von den Ryūkyū-Inseln, Philippinen, Borneo, Neuguinea bis ins nordöstliche Queensland sowie Fidschi verbreitet.[1]
  - Cheiropleuria C.Presl: Die etwa drei Arten kommen von Ostasien bis Malesien vor.[1]

- Gleicheniaceae: Sie sind durch gabelig (pseudodichotom) geteilte Blätter gekennzeichnet. Das Rhizom hat eine Protostele, die Blattadern enden frei, die Sori stehen an der Blattunterseite, nicht am Rand, und bestehen aus fünf bis 15 Sporangien mit querstehendem Anulus und 128 bis 800 Sporen. Die Sporangien in einem Sorus reifen gleichzeitig. Der Gametophyt ist grün, hat keulenförmige Haare und lebt an der Oberfläche. Die Chromosomengrundzahl beträgt x = 22, 34, 39, 43 oder 56. Die Verbreitung in pantropisch. Es gibt 2022 etwa sieben Gattungen mit etwa 145 Arten:[1][4][5]
  - Dicranopteris Bernh. (Syn.: Acropterygium (Diels) Nakai, Hicriopteris C.Presl non Ching nec Copel., Holopterygium Diels, Sticherus sect. Hicriopteris (C.Presl) C.Chr.): Sie enthält etwa 20 Arten und eine Naturhybride. Die Verbreitung ist pantropisch mit einem Schwerpunkt in Malesien.[1]
  - Diplopterygium (Diels) Nakai (Syn.: Hicriopteris Ching non C.Presl): Die etwa 21 Arten sind in Indien über den Himalaja, südlichen China, Südostasien, südlichen Japan, Borneo, Neuguinea bis Queensland und auf Inseln im westlichen Pazifik (Hawaii) verbreitet. Eine Art kommt in der Neotropis vor.[1]
  - Gleichenella Ching: Es gibt nur eine Art:[1]
    - Gleichenella pectinata (Willd.) Ching: Sie ist in der Neotropis weitverbreitet.[1]

  - Gleichenia Sm.: Sie enthält etwa 14 Arten und eine Naturhybride. In der Paläotropis ist sie im tropischen bis südlichen Afrika, Madagaskar, Südostasien und von Malesien, Australien bis Neuseeland verbreitet.
  - Sticherus C.Presl (Syn.: Gleichenia subgen. Mertensia Hook.): Sie enthält etwa 90 Arten und drei Naturhybride. Die Verbreitung ist pantropisch mit einem Schwerpunkt in der Neotropis (55 Arten).[1]
  - Rouxopteris Hong M.Liu: Sie wurde 2020 mit nur einer Art aufgestellt:[1]
    - Rouxopteris boryi (Kunze) Hong M.Liu: Von den zwei Varietäten kommt eine Madagaskar und die andere nur auf der Insel La Réunion vor.[1]

  - Stromatopteris Mett.: Es gibt nur eine Art:[1]
    - Stromatopteris moniliformis Mett.: Sie kommt in Neukaledonien vor.[1]

- Matoniaceae: Der Stamm besitzt eine Solenostele mit mindestens zwei konzentrischen Gefäßbündel-Zylindern. Die Blattspreiten sind ungleich dichotom verzweigt. Die Sori besitzen ein Indusium. Die Sporangien reifen gleichzeitig, haben einen kurzen Stiel und einen schräg gestellten Anulus. Der Gametophyt ist grün, thallusförmig und mit großen, vielzelligen Antheridien. Sie sind rezent hauptsächlich in Malesien verbreitet und fossil seit dem mittleren Mesozoikum bekannt. Es gibt zwei Gattungen mit je zwei Arten:
  - Matonia R.Br. ex Wall. (Syn.: Prionopteris Wall.): Die etwa zwei Arten sind auf der Thailändischen Halbinsel swoei in Malesien verbreitet.
  - Phanerosorus Copel.: Die etwa zwei Arten kommen nur auf den Molukken, auf Borneo und Neuguinea vor.[1]

Es gibt von Gleicheniales Fossilfunde ab dem Jura. Ihre größte Artenvielfalt erreichten sie im Mesozoikum.